# Bankeryd
Bankeryd is een plaats in de gemeente Jönköping, in de provincie Jönköpings län (landschap Småland). Bankeryd is gelegen aan de oostelijke oever van het Vättermeer en telt ongeveer 6500 inwoners.

## Verkeer en vervoer
Bij de plaats lopen de Riksväg 26/Riksväg 47 en Länsväg 195.